# Thomas Lejdström
Thomas Lejdström (Västerås, 31 maggio 1962) è un ex nuotatore svedese.
Specializzato nello stile libero, ha vinto la medaglia di bronzo alle Olimpiadi di Los Angeles 1984 nella staffetta 4x100 m sl.

## Palmarès
- Olimpiadi
  - Los Angeles 1984: bronzo nella staffetta 4x100 m sl.
- Europei
  - 1981 - Spalato: bronzo nei 200 m sl e nella staffetta 4x200 m sl.
  - 1983 - Roma: argento nella staffetta 4x100 m sl.